# Moresco
Moresco là một đô thị tại tỉnh Ascoli Piceno ở vùng Marche, cách khoảng 60 km về phía đông bắc của Ancona và khoảng 30 km về phía đông bắc của Ascoli Piceno, ở trong thung lũng Valdaso. Đến thời điểm ngày 31 tháng 12 năm 2004, đô thị này có dân số là 627 người và diện tích là 6.3 km².
Moresco giáp các đô thị: Lapedona, Montefiore dell'Aso, Monterubbiano.